# Guzowy Młyn
Guzowy Młyn (deutsch Thurnitzmühle, verbreitet auch: Turnitzmühle) ist ein Ort in der polnischen Woiwodschaft Ermland-Masuren und gehört zur Gmina Gietrzwałd (deutsch Landgemeinde Dietrichswalde) im Powiat Olsztyński (deutsch Kreis Allenstein).

## Geographische Lage
Guzowy Młyn am Flüsschen Amling (polnisch Jemiołówka) liegt im Westen der Woiwodschaft Ermland-Masuren, 18 Kilometer östlich der einstigen Kreisstadt Osterode in Ostpreußen (polnisch Ostróda) bzw. 20 Kilometer südwestlich der heutigen Kreismetropole Olsztyn (deutsch Allenstein).

## Geschichte
Thurnitzmühle (auch: Turnitzmühle) – bis vor 1785 Gusen, dann Thurnitz Mühle genannt – bestand aus einer Wassermühle mit dazugehörigen Gehöften. Am 17. September 1883 wurde die Besitzung Thurnitzmühle in die Landgemeinde Gusenofen (polnisch Guzowy Piec) eingegliedert, die bis 1945 zum Amtsbezirk Manchengut (polnisch Mańki) im Kreis Osterode in Ostpreußen gehörte.
Im Jahre 1945 kam Thurnitzmühle in Kriegsfolge mit dem gesamten südlichen Ostpreußen zu Polen. Der Ort erhielt die polnische Namensform „Guzowy Młyn“ und ist heute eine Ortschaft innerhalb der Gmina Gietrzwałd (deutsch Landgemeinde Dietrichswalde) im Powiat Olsztyński (deutsch Kreis Allenstein), bis 1998 der Woiwodschaft Olsztyn, seither der Woiwodschaft Ermland-Masuren zugehörig.

## Kirche
Bis 1945 war Thurnitzmühle in die evangelische Kirche Manchengut (polnisch Mańki) in der Kirchenprovinz Ostpreußen der Kirche der Altpreußischen Union, außerdem in die römisch-katholische Kirche Hohenstein i.Ostpr. (polnisch Olsztynek) eingepfarrt.
Heute gehört Guzowy Młyn katholischerseits zur Pfarrkirche Biesal (deutsch Biessellen) mit der Filialkirche St. Nikolaus Mańki im Erzbistum Ermland, evangelischerseits zur Kirchengemeinde Olsztynek, einer Filialgemeinde der Christus-Erlöser-Kirche Olsztyn in der Diözese Masuren der Evangelisch-Augsburgischen Kirche in Polen.

## Verkehr
Guzowy Młyn liegt an einer Nebenstraße, die Olsztynek (deutsch Hohenstein i.Ostpr.) an der Schnellstraße S 51 und der Landesstraße 58 mit Podlejki (deutsch Podleiken) an der Landesstraße 16 und der Woiwodschaftsstraße 531 verbindet. Eine Landwegverbindung führt von Guzowy Piec (deutsch Gusenofen) nach Guzowy Młyn. Eine Bahnanbindung besteht nicht.